# Pequeña Copa del Mundo de Clubes 1956
La Pequeña Copa del Mundo de Clubes de 1956 —oficialmente Copa Coronel Marcos Pérez Jiménez— fue la quinta edición de la Pequeña Copa del Mundo, un torneo celebrado en Venezuela , entre los años 1952 y 1957, por cuatro equipos participantes, dos de Europa y dos de América del Sur.

## Participantes
| País     | Equipo             | Clasificación                                                                    |
| -------- | ------------------ | -------------------------------------------------------------------------------- |
| Brasil   | C.R. Vasco da Gama | Subcampeón de Río de Janeiro 1955                                                |
| España   | Real Madrid C. F.  | Campeón de la Copa de Campeones de Europa 1955-56 Campeón de la Copa Latina 1955 |
| Italia   | A.S. Roma          | 6° puesto de Italia 1955/56                                                      |
| Portugal | F.C. Porto         | Campeón de Portugal 1955/56                                                      |

## Tabla de posiciones
| Equipo        | Pts | PJ | PG | PE | PP | GF | GC | Prom  |
| ------------- | --- | -- | -- | -- | -- | -- | -- | ----- |
| Real Madrid   | 9   | 6  | 4  | 1  | 1  | 14 | 9  | 1,556 |
| Vasco da Gama | 7   | 6  | 3  | 1  | 2  | 12 | 10 | 1,200 |
| Porto         | 5   | 6  | 2  | 1  | 3  | 5  | 8  | 0,625 |
| Roma          | 3   | 6  | 1  | 1  | 4  | 6  | 10 | 0,600 |

| Predecesor: 1955 | Pequeña Copa del Mundo de Clubes 1956 | Sucesor: 1957 |